# Partido Independiente

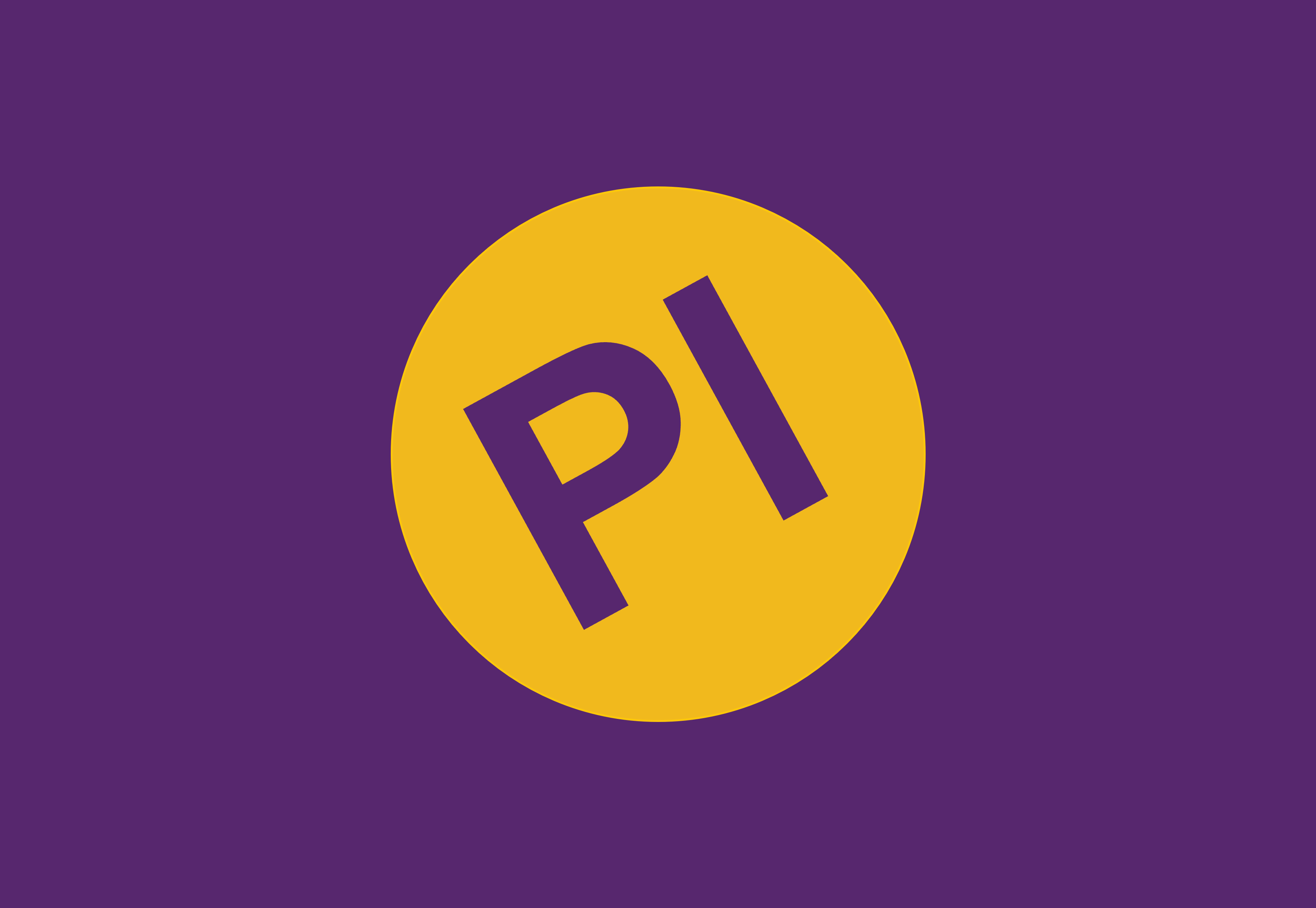
Logo der Partido Independiente

Die Partido Independiente ist eine politische Partei in Uruguay.
Sie ist im politischen Spektrum Mitte-links einzuordnen und sozialdemokratisch bis christlich-sozial ausgerichtet.
Den Vorsitz der 2003 gegründeten PI – Partido Independiente hat Pablo Mieres inne, der bei den Wahlen 2004 und 2009 auch jeweils als Präsidentschaftskandidat antrat.
Bezogen auf den erlangten Anteil an Wählerstimmen, ist sie die viertgrößte Partei des Landes und gleichzeitig die kleinste im Parlament vertretene. Bei der Wahl 2004 konnte sie 1,89 % der Stimmen auf sich vereinigen und erlangte dadurch einen Sitz in der Cámara de Representantes, der von dem Abgeordneten Iván Posada eingenommen wurde. 2009 konnte der Stimmenanteil leicht auf knapp 2,5 % ausgebaut werden, was zum Gewinn eines weiteren Mandats im Abgeordnetenhaus führte. Die Mandatsträger in der aktuellen Legislaturperiode sind damit Iván Posada für das Departamento Montevideo und Daniel Radío für das Departamento Canelones, an dessen Stelle seitens El País zunächst Dardo Rodriguez als gewählter Abgeordneter vermeldet wurde. Im Senat ist die Partei dagegen, wie auch schon nach dem Urnengang fünf Jahre zuvor, nicht repräsentiert.